# Горна Легота (район Брезно)
Горна Легота (словац. Horná Lehota, венг. Felsőszabadi) — деревня района Брезно Банскобистрицкого края Словакии.
Население — около 600 человек.
Расположена на южном склоне центральной части Низких Татр, возле р. Hnusné речной системы Грон в 12 км от Брезно. Территория деревни, протянувшейся до главного хребта Низких Татр, находится, почти целиком, в Национальном парке «Низкие Татры».

## История
Первое письменное упоминание относится к 1406 году.

## Население
| Год:                | 1994 | 2004     | 2014    | 2024    |
| ------------------- | ---- | -------- | ------- | ------- |
| Количество человек: | 647  | 562      | 596     | 559     |
| Разница:            |      | −13,13 % | +6,04 % | −6,20 % |

Национальный состав:
- Словаки — 94,35 %
- Цыгане — 4,97 %
- Чехи — 0,68 %

Конфессиональный состав:
- Католики — 61,13 %
- Лютеране — 20,72 %
- Остальные — 13,8 %

## Достопримечательности
- Римско-католический костëл св. Михаила Архангела XVI века.
- Часовня св. Троицы.

## Известные уроженцы
- Халупка, Само (1812—1883) — словацкий поэт.